# Verfassungsbeschwerde
Verfassungsbeschwerde, que l'on peut traduire par recours constitutionnel individuel ou recours constitutionnel bien que ce soit moins précis, est l'un des types de procédure les plus utilisés devant le Tribunal constitutionnel fédéral d'Allemagne pour garantir la protection des droits fondamentaux garantis par la constitution. Il est organisé à l'article 93 I no 4a et 4b de la Loi fondamentale. 
Il se rapproche sur certains aspects de l'amparo, surtout présent dans les systèmes juridiques du monde hispanophone. En 1997, plus de 100 000 saisines sont dénombrées depuis sa création en 1951 ; ce système peut être jugé trop efficace, 96 % de l'activité de la juridiction allemande étant dédiée à ce contrôle de constitutionnalité.